# Palmarès des nations au Championnat d'Europe de futsal
 (février 2022).
Cet article reprend le palmarès du Championnat d'Europe de futsal de l'UEFA.

## Palmarès par édition
Après l'Euro 2022, l'Espagne maintient sa performance d'avoir toujours terminé dans les trois premiers de chacune des douze éditions de l'Euro de futsal. L'opposition Espagne-Russie représente la moitié des dix premières finales de l'Euro de futsal.
| 1996 | Cordoue           | Espagne      | 5 - 3       | Russie   | Belgique            | 3 - 2 ap            | Italie              |
| 1999 | Grenade           | Russie       | 3-3 tab 4-2 | Espagne  | Italie              | 3 - 0               | Pays-Bas            |
| 2001 | Moscou            | Espagne (2)  | 2 - 1 ap    | Ukraine  | Russie              | 2 - 1 ap            | Italie              |
| 2003 | Caserte           | Italie       | 1 - 0       | Ukraine  | Espagne et Tchéquie | Espagne et Tchéquie | Espagne et Tchéquie |
| 2005 | Ostrava           | Espagne (3)  | 2 - 1       | Russie   | Italie              | 3 - 1               | Ukraine             |
| 2007 | Porto             | Espagne (4)  | 3 - 1       | Italie   | Russie              | 3 - 2               | Portugal            |
| 2010 | Debrecen          | Espagne (5)  | 4 - 2       | Portugal | Tchéquie            | 5 - 3               | Azerbaïdjan         |
| 2012 | Zagreb            | Espagne (6)  | 3 - 1 ap    | Russie   | Italie              | 3 - 1               | Croatie             |
| 2014 | Anvers            | Italie (2)   | 3 - 1       | Russie   | Espagne             | 8 - 4               | Portugal            |
| 2016 | Belgrade          | Espagne (7)  | 7 - 3       | Russie   | Kazakhstan          | 5 - 2               | Serbie              |
| 2018 | Ljubljana         | Portugal     | 3 - 2 ap    | Espagne  | Russie              | 1 - 0               | Kazakhstan          |
| 2022 | Pays-Bas          | Portugal (2) | 4 - 2       | Russie   | Espagne             | 4 - 1               | Ukraine             |
| 2026 | Lettonie Lituanie |              | -           |          |                     | -                   |                     |

## Tableau des trophées par équipe
| Rang | Équipe      | Éditions remportées                           | Deuxièmes places                       | Troisièmes places     | Quatrièmes places |
| ---- | ----------- | --------------------------------------------- | -------------------------------------- | --------------------- | ----------------- |
| 1    | Espagne     | 7 · 1996*, 2001, 2005, 2007, 2010, 2012, 2016 | 2 · 1999*, 2018                        | 3 · 2003, 2014, 2022  | -                 |
| 2    | Italie      | 2 · 2003*, 2014                               | 1 · 2007                               | 3 · 1999, 2005, 2012  | 2 1996, 2001      |
| 3    | Portugal    | 2 · 2018, 2022                                | 1 · 2010                               | -                     | 4 2007*, 2014     |
| 3    | Russie      | 1 · 1999                                      | 6 · 1996, 2005, 2012, 2014, 2016, 2022 | 3 · 2001*, 2007, 2018 | -                 |
| 5    | Ukraine     | -                                             | 2 · 2001, 2003                         | -                     | 2 2005, 2022      |
| 6    | Tchéquie    | -                                             | -                                      | 2 · 2003, 2010        | -                 |
| 7    | Kazakhstan  | -                                             | -                                      | 1 · 2016              | 1 2018            |
| 8    | Belgique    | -                                             | -                                      | 1 · 1996              | -                 |
| 9    | Azerbaïdjan | -                                             | -                                      | -                     | 1 2016            |
| 9    | Croatie     | -                                             | -                                      | -                     | 1 2012*           |
| 9    | Pays-Bas    | -                                             | -                                      | -                     | 1 1999            |
| 9    | Serbie      | -                                             | -                                      | -                     | 1 2016*           |

* = Pays hôte

## Participation et prestation en phase finale
| Équipe              | 1996                 | 1999                 | 2001                 | 2003 | 2005 | 2007 | 2010 | 2012 | 2014 | 2016 | 2018 | 2022 | Total | Victoire |
| ------------------- | -------------------- | -------------------- | -------------------- | ---- | ---- | ---- | ---- | ---- | ---- | ---- | ---- | ---- | ----- | -------- |
| Espagne             | 1er                  | 2e                   | 1er                  | SF   | 1er  | 1er  | 1er  | 1er  | 3e   | 1er  | 2e   | 3e   | 12    | 7        |
| Italie              | 4e                   | 3e                   | 4e                   | 1er  | 3e   | 2e   | QF   | 3e   | 1er  | QF   | 1T   | 1T   | 12    | 2        |
| Portugal            | -                    | 1T                   | -                    | 1T   | 1T   | 4e   | 2e   | QF   | 4e   | QF   | 1er  | 1er  | 10    | 2        |
| Russie              | 2e                   | 1er                  | 3e                   | 1T   | 2e   | 3e   | QF   | 2e   | 2e   | 2e   | 3e   | 2e   | 12    | 1        |
| Ukraine             | 5e                   | -                    | 2e                   | 2e   | 4e   | 1T   | QF   | QF   | QF   | QF   | QF   | 4e   | 11    | -        |
| Tchéquie            | -                    | -                    | 1T                   | SF   | 1T   | 1T   | 3e   | 1T   | 1T   | 1T   | -    | -    | 8     | -        |
| Kazakhstan          | Non-affilié à l'UEFA | Non-affilié à l'UEFA | Non-affilié à l'UEFA | -    | -    | -    | -    | -    | -    | 3e   | 4e   | QF   | 3     | -        |
| Belgique            | 3e                   | 1T                   | -                    | 1T   | -    | -    | 1T   | -    | 1T   | -    | -    | -    | 5     | -        |
| Yougoslavie/ Serbie | -                    | 1T                   | -                    | -    | -    | 1T   | QF   | QF   | -    | 4e   | QF   | 1T   | 7     | -        |
| Azerbaïdjan         | -                    | -                    | -                    | -    | -    | -    | 4e   | 1T   | 1T   | QF   | QF   | 1T   | 6     | -        |
| Pays-Bas            | 6e                   | 4e                   | 1T                   | -    | 1T   | -    | -    | -    | 1T   | -    | -    | 1T   | 6     | -        |
| Croatie             | -                    | 1T                   | 1T                   | -    | -    | -    | -    | 4e   | QF   | 1T   | -    | 1T   | 6     | -        |
| Slovénie            | -                    | -                    | -                    | 1T   | -    | -    | 1T   | 1T   | QF   | 1T   | QF   | 1T   | 7     | -        |
| Roumanie            | -                    | -                    | -                    | -    | -    | 1T   | -    | QF   | QF   | -    | 1T   | -    | 4     | -        |
| Finlande            | -                    | -                    | -                    | -    | -    | -    | -    | -    | -    | -    | -    | QF   | 1     | -        |
| Géorgie             | -                    | -                    | -                    | -    | -    | -    | -    | -    | -    | -    | -    | QF   | 1     | -        |
| Slovaquie           | -                    | -                    | -                    | -    | -    | -    | -    | -    | -    | -    | -    | QF   | 1     | -        |
| Pologne             | -                    | -                    | 1T                   | -    | -    | -    | -    | -    | -    | -    | 1T   | 1T   | 3     | -        |
| Hongrie             | -                    | -                    | -                    | -    | 1T   | -    | 1T   | -    | -    | 1T   | -    | -    | 3     | -        |
| Biélorussie         | -                    | -                    | -                    | -    | -    | -    | 1T   | -    | -    | -    | -    | -    | 1     | -        |
| Turquie             | -                    | -                    | -                    | -    | -    | -    | -    | 1T   | -    | -    | -    | -    | 1     | -        |
| France              | -                    | -                    | -                    | -    | -    | -    | -    | -    | -    | -    | 1T   | -    | 1     | -        |
| Bosnie-Herzégovine  | -                    | -                    | -                    | -    | -    | -    | -    | -    | -    | -    | -    | 1T   | 1     | -        |

Légende :
- 1T : éliminé au premier tout.
- QF : éliminé en quart de finale.
- SF : éliminé en demi-finale.
- - : non-qualifié ou absent.
- gras : équipe victorieuse / record.
- italique : équipe hôte.

## Effectifs vainqueurs
| Équipe   | Édition | Effectif |
| -------- | ------- | --- |
| Espagne  | 1996    | 1 - Jesús Clavería, 2 - Julio García, 3 - Javier Limones, 4 - Fran Torres, 5 - Vicentín, 6 - Santa, 7 - Pato, 8 - Lorente, 9 - Javier Sánchez, 10 - Paulo Roberto, 11 - Antonio Adeva, 12 - Juanjo Barragán, sélectionneur : Javier Lozano |
| Russie   | 1999    | 1 - Oleg Denisov, 2 - Konstantin Erëmenko, 3 - Denis Agafonov, 4 - Aleksandr Verižnikov, 5 - Temur Alekberov, 6 - Marat Abjanov, 7 - Michail Markin, 8 - Dmitrij Gorin, 9 - Vadim Jašin, 10 - Arkadij Belyj, 11 - Dmitrij Čugunov, 12 - Il'ja Samochin, 13 - Vladimir Grigorev, 14 - Andrej Tkačuk, sélectionneur : Michail Bondarev              |
| Espagne  | 2001    | 1 - Jesús Clavería, 2 - Guillermo Martín, 3 - Luis Amado, 4 - Antonio Adeva, 5 - Kike Boned, 6 - Julio García, 7 - Javier Orol, 8 - Daniel, 9 - Javi Rodríguez, 10 - Alberto Riquer, 11 - Paulo Roberto, 12 - Joan Linares, 13 - Santi, 14 - Javier Sánchez, sélectionneur : Javier Lozano                                                        |
| Italie   | 2003    | 1 - Gianfranco Angelini, 2 - Fernando Grana, 3 - Daverson Franzoi, 4 - Carlos Montovaneli, 5 - Salvatore Zaffiro, 6 - Edgar Bertoni, 7 - Vinícius Bacaro, 8 - André Vicentini, 9 - Luca Ippoliti, 10 - Adriano Foglia, 11 - Eduardo Morgado, 12 - Marco Ripesi, 13 - Rodrigo Bertoni, 14 - Márcio Moratelli, sélectionneur : Alessandro Nuccorini |
| Espagne  | 2005    | 1 - Luis Amado, 2 - Julio García, 3 - Jordi Torrás, 4 - Francisco Serrejón, 5 - Javier Orol, 6 - Marcelo, 7 - Javi Rodríguez, 8 - Kike Boned, 9 - Andreu Linares, 10 - Javier Limones, 11 - Alberto Cogorro, 12 - Rafael Fernández, 13 - Paco Sedano, 14 - Daniel, sélectionneur : Javier Lozano                                                  |
| Espagne  | 2007    | 1 - Luis Amado, 2 - Carlos Ortiz, 3 - Javier Eseverri, 4 - Jordi Torrás, 5 - Juan Ignacio Werner, 6 - Álvaro Aparicio, 7 - Javi Rodríguez, 8 - Kike Boned, 9 - Andreu Linares, 10 - Borja Blanco, 11 - Marcelo, 12 - Juanjo Angosto, 13 - Cristian Domínguez, 14 - Daniel, sélectionneur : Venancio López                                         |
| Espagne  | 2010    | 1 - Luis Amado, 2 - Carlos Ortiz, 3 - Javier Eseverri, 4 - Jordi Torrás, 5 - Fernandão, 6 - Álvaro Aparicio, 7 - Javi Rodríguez, 8 - Kike Boned, 9 - Juanra, 10 - Borja Blanco, 11 - Lin, 12 - Juanjo Angosto, 13 - Cristian Domínguez, 14 - Daniel, sélectionneur : Venancio López                                                               |
| Espagne  | 2012    | 1 - Luis Amado, 2 - Carlos Ortiz, 3 - Sergio Lozano, 4 - Jordi Torrás, 6 - Álvaro Aparicio, 8 - Kike Boned, 9 - Rafael Usín, 10 - Borja Blanco, 11 - Lin, 12 - Juanjo Angosto, 13 - Cristian Domínguez, 14 - Alemão, 15 - Miguelín, 16 - Jesús Aicardo, sélectionneur : Venancio López                                                            |
| Italie   | 2014    | 1 - Stefano Mammarella, 2 - Marco Ercolessi, 3 - Gabriel Lima, 4 - Sergio Romano, 5 - Luca Leggiero, 6 - Humberto Honorio, 7 - Massimo De Luca, 8 - Vampeta, 9 - Rodolfo Fortino, 10 - Alex Merlim, 11 - Saad Assis, 12 - Michele Miarelli, 13 - Daniel Giasson, 14 - Murilo Ferreira, sélectionneur : Roberto Menichelli                         |
| Espagne  | 2016    | 1 - Paco Sedano, 2 - Carlos Ortiz, 3 - José Ruiz, 4 - Mario Rivillos, 5 - Bebe, 6 - Rafael Usín, 7 - Pola, 8 - Lin, 9 - Álex Yepes, 10 - Andrés Alcántara, 11 - Miguelín, 12 - Juanjo Angosto, 13 - Jesús Herrero, 14 - Raúl Campos, sélectionneur : Venancio López                                                                               |
| Portugal | 2018    | 1 - Bebé, 2 - André Coelho, 3 - Tunha, 4 - Nílson Miguel, 5 - Fábio Cecílio, 6 - Pedro Cary, 7 - Bruno Coelho, 8 - Márcio Moreira, 9 - João Matos, 10 - Ricardinho, 11 - Pany Varela, 12 - André Sousa, 13 - Tiago Brito, 14 - Vitor Hugo, sélectionneur : Jorge Braz                                                                             |
| Portugal | 2022    | 1 - André Sousa, 2 - André Coelho, 3 - Tomás Paçó, 4 - Afonso Jesus, 5 - Fábio Cecílio, 6 - Zicky Té, 7 - Miguel Ângelo, 8 - Erick Mendonça, 9 - João Matos, 10 - Bruno Coelho, 11 - Pany Varela, 12 - Bebé/Eduardo Sousa, 13 - Tiago Brito, 14 - Pauleta, sélectionneur : Jorge Braz                                                             |